# Bastien Midol
Bastien Midol (Annecy, 3 augustus 1990) is een Franse freestyleskiër, gespecialiseerd op de skicross. Zijn oudere broer, Jonathan, is eveneens actief in de wereldbeker skicross.

## Carrière
Bij zijn wereldbekerdebuut, in januari 2011 in Alpe d'Huez, scoorde Midol direct wereldbekerpunten. In januari 2013 eindigde hij in Sotsji voor de eerste maal in zijn carrière in de top-tien van een wereldbekerwedstrijd. Tijdens de wereldkampioenschappen freestyleskiën 2013 in Voss veroverde de Fransman de zilveren medaille op de skicross.
Op de wereldkampioenschappen freestyleskiën 2015 in Kreischberg eindigde Midol als veertiende op de skicross. In februari 2015 stond hij in Arosa voor de eerste maal in zijn carrière op het podium van een wereldbekerwedstrijd. Op 28 februari 2016 boekte de Fransman in Pyeongchang zijn eerste wereldbekerzege. In de Spaanse Sierra Nevada nam Midol deel aan de wereldkampioenschappen freestyleskiën 2017. Op dit toernooi eindigde hij als zeventiende op het onderdeel skicross.
Op de wereldkampioenschappen freestyleskiën 2019 in Park City eindigde hij als negende op de skicross. In het seizoen 2018/2019 greep de Fransman de eindzege in de wereldbeker skicross. In Idre Fjäll nam Midol deel aan de wereldkampioenschappen freestyleskiën 2021. Op dit toernooi eindigde hij als negende op de skicross.

## Resultaten

### Wereldkampioenschappen
| Jaar | Plaats        | Resultaten   |
| ---- | ------------- | ------------ |
| 2013 | Voss          | Skicross     |
| 2015 | Kreischberg   | 14e Skicross |
| 2017 | Sierra Nevada | 17e Skicross |
| 2019 | Park City     | 9e Skicross  |
| 2021 | Idre Fjäll    | 9e Skicross  |

### Wereldbeker
Eindklasseringen
| Seizoen   | Algm   | SX    |
| --------- | ------ | ----- |
| 2010/2011 | 122e   | 36e   |
| 2011/2012 | 214e   | 52e   |
| 2012/2013 | 119e   | 28e   |
| 2013/2014 | 228e   | 47e   |
| 2014/2015 | 17e    | Brons |
| 2015/2016 | 28e    | 6e    |
| 2016/2017 | 99e    | 20e   |
| 2017/2018 | 84e    | 18e   |
| 2018/2019 | Zilver | Goud  |
| 2019/2020 | 25e    | 4e    |

Wereldbekerzeges
| Datum            | Plaats       | Onderdeel |
| ---------------- | ------------ | --------- |
| 28 februari 2016 | Pyeongchang  | Skicross  |
| 23 februari 2019 | Sunny Valley | Skicross  |
| 24 februari 2019 | Sunny Valley | Skicross  |
| 20 januari 2021  | Idre Fjäll   | Skicross  |